# 토리 앤더슨
토리 앤더슨(Tori Anderson, 1988년 12월 29일 ~ )은 캐나다의 배우, 영화배우, 텔레비전 배우이다.
에드먼턴에서 태어났다.

## 영화
- 킬링 대디 (2014년)
- 어제는 거짓말이었다 (2008년)
- 머메이드 체어 (2006년)